# Ostwald
Ostwald település Franciaországban, Bas-Rhin megyében. Lakosainak száma 13 492 fő (2022. január 1.). Ostwald Geispolsheim, Illkirch-Graffenstaden, Lingolsheim és Strasbourg községekkel határos.

## Népesség
A település népességének változása:
| Lakosok száma | 11 925 | 12 325 | 12 827 | 12 604 | 12 586 | 12 723 | 12 985 | 13 310 | 13 492 |
|               | 2013   | 2015   | 2016   | 2017   | 2018   | 2019   | 2020   | 2021   | 2022   |